# Masaši Oguro
Masaši Oguro (japonsko 大黒 将志), japonski nogometaš, * 4. maj 1980, Osaka, Japonska.
Za japonsko reprezentanco je odigral 22 uradnih tekem in dosegel 5 golov.